# 바까라족

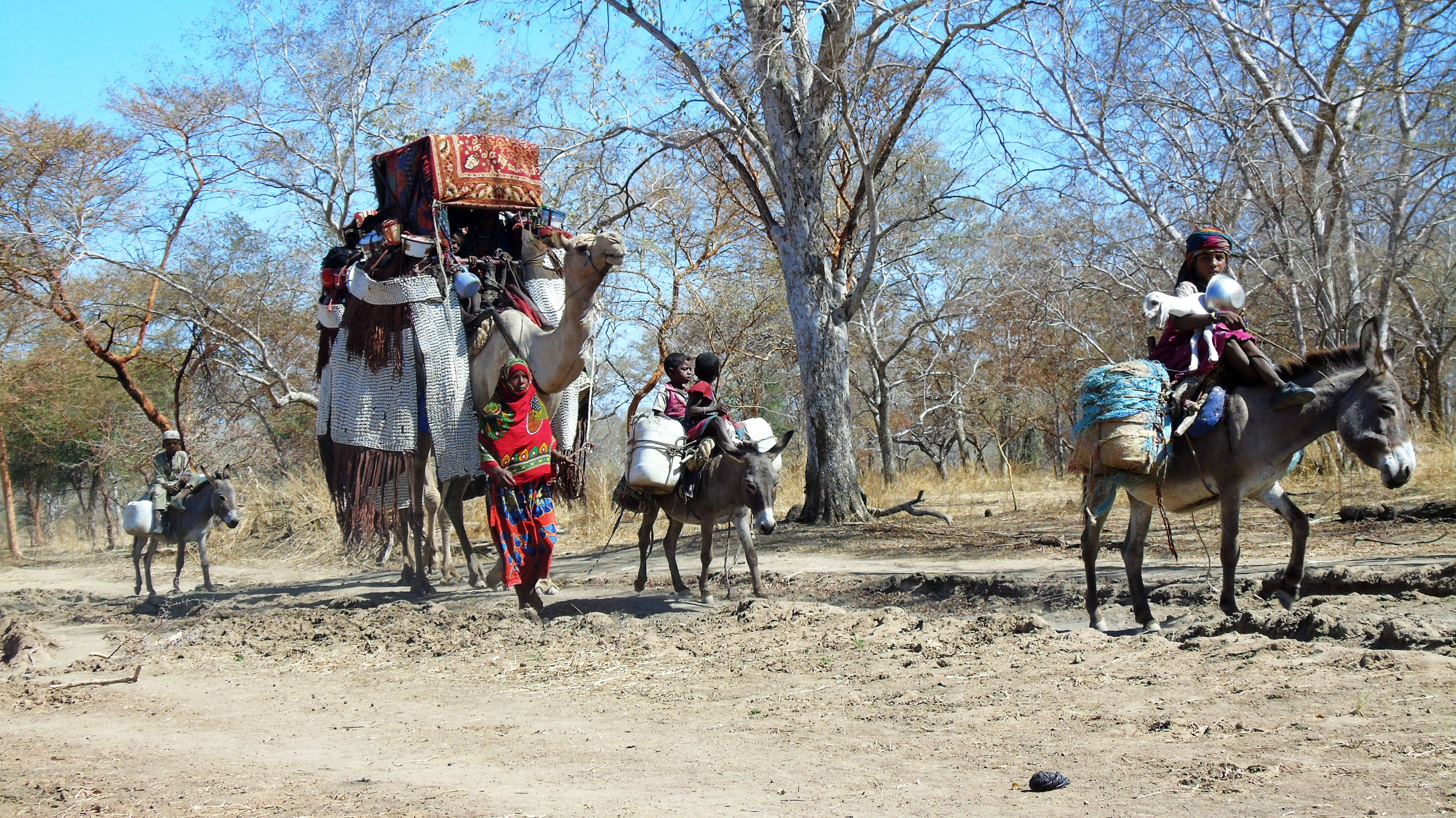
차드의 바까라 아랍인 유목민의 카라반

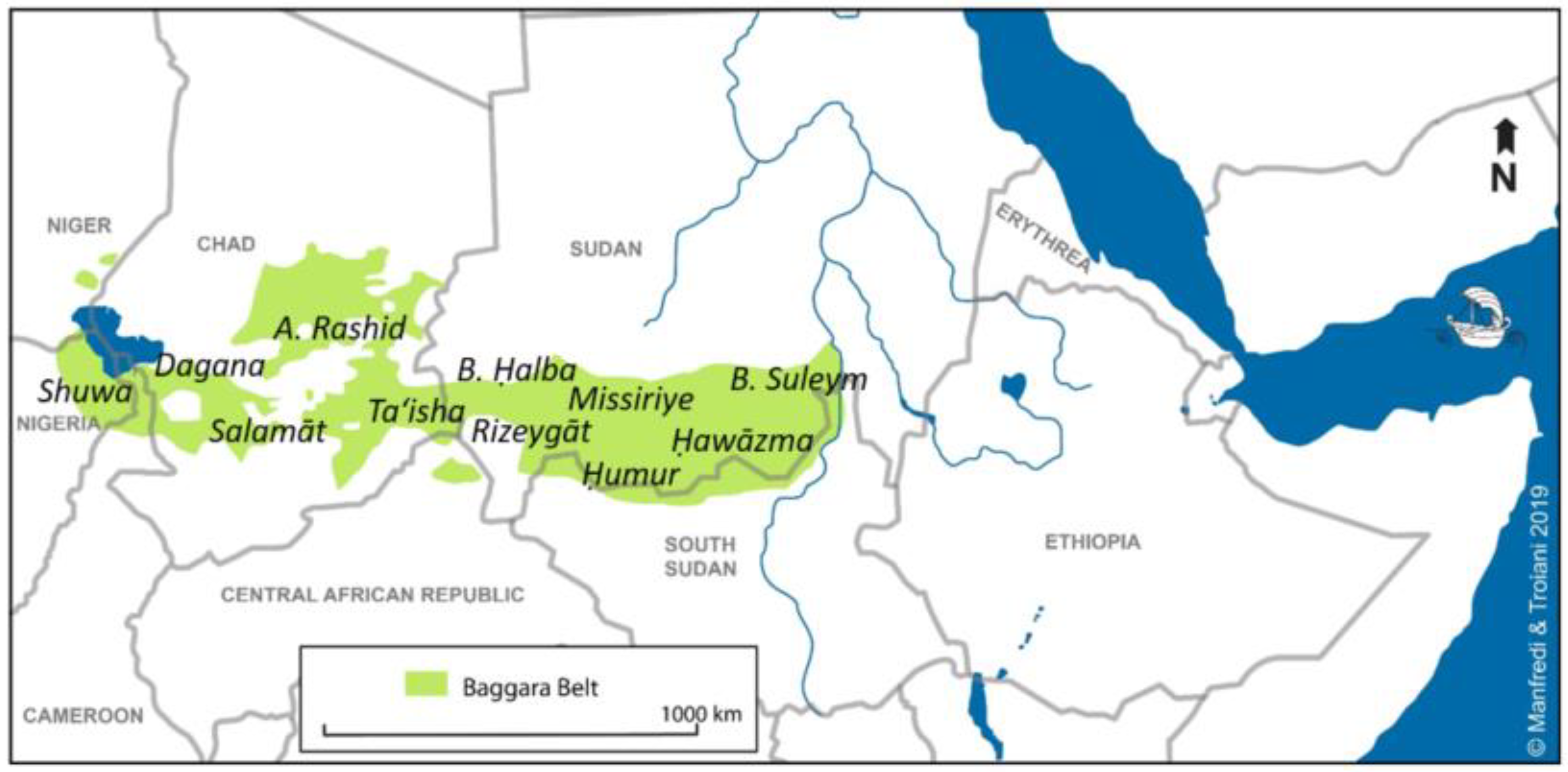
바까라족의 대략적 분포

바까라족(Baggara, 아랍어: البَقَّارَة al baqqāra[*]) 또는 차드 아랍인은 사헬의 일부인 차드호에서 남부 코르도판까지 걸친 지역에 주로 분포하는 유목민족으로, 아랍인과 아랍화된 아프리카 토착민의 혼혈 조상을 가진다. 대부분 인구가 수단과 차드에 있으나 카메룬, 니제르, 중앙아프리카 공화국, 나이지리아에도 분포한다. 차드 아랍어로 알려진 독자적인 아랍어의 방언을 사용하나, 코르도판 지역의 바까라족의 언어는 해당 지역 인구와의 접촉으로 인해 수단 아랍어의 영향도 많이 받았다. "바까라"라는 이름은 단순히 암소 목축민을 가리키는 아랍어 단어로서, 수단에서는 유사한 생활방식을 가지고 푸르족, 누바족, 풀라족 등 토착민과 광범위하게 혼혈된 아랍어 사용 집단을 통틀어 가리키는 말이기도 하다.